# Ichise Nana
Ichise Nana (市瀬 菜々, sinh ngày 4 tháng 8 năm 1997) là một cầu thủ bóng đá nữ người Nhật Bản.

## Đội tuyển bóng đá nữ quốc gia Nhật Bản
Ichise Nana thi đấu cho đội tuyển bóng đá nữ quốc gia Nhật Bản.

## Thống kê sự nghiệp
| Nhật Bản  | Nhật Bản | Nhật Bản |
| Năm       | Trận     | Bàn      |
| --------- | -------- | -------- |
| 2017      | 6        | 0        |
| 2018      | 9        | 0        |
| 2019      | 4        | 0        |
| Tổng cộng | 19       | 0        |